# جورج برتز
جورج برتز (انگلیسی: George Bretz; ۳ سپتامبر ۱۸۸۰ – ۷ مهٔ ۱۹۵۶) بازیکن لاکراس اهل کانادا بود.
وی در مسابقات کشوری و بین‌المللی در مجموع برندهٔ ۱ مدال طلا شده‌است.